# Grand Prix Brazylii 2014
Grand Prix Brazylii 2014 (oficjalnie Formula 1 Grande Prêmio Petrobras do Brasil 2014) – osiemnasta eliminacja Mistrzostw Świata Formuły 1 w sezonie 2014, która odbyła się w dniach 7–9 listopada na torze Autódromo José Carlos Pace w São Paulo.

## Lista startowa
Źródło: Wyprzedź Mnie!
Na niebieskim tle kierowcy biorący udział jedynie w piątkowych treningach
| Nr | Kierowca          | Zespół                        | Samochód               | Silnik                         | Opony |
| -- | ----------------- | ----------------------------- | ---------------------- | ------------------------------ | ----- |
| 1  | Sebastian Vettel  | Infiniti Red Bull Racing      | Red Bull RB10          | Renault Energy F1-2014 1.6T V6 | P     |
| 3  | Daniel Ricciardo  | Infiniti Red Bull Racing      | Red Bull RB10          | Renault Energy F1-2014 1.6T V6 | P     |
| 6  | Nico Rosberg      | Mercedes AMG Petronas F1 Team | Mercedes F1 W05 Hybrid | Mercedes-Benz PU106A 1.6T V6   | P     |
| 7  | Kimi Räikkönen    | Scuderia Ferrari              | Ferrari F14 T          | Ferrari 059/3 1.6T V6          | P     |
| 8  | Romain Grosjean   | Lotus F1 Team                 | Lotus E22              | Renault Energy F1-2014 1.6T V6 | P     |
| 11 | Sergio Pérez      | Sahara Force India F1 Team    | Force India VJM07      | Mercedes-Benz PU106A 1.6T V6   | P     |
| 13 | Pastor Maldonado  | Lotus F1 Team                 | Lotus E22              | Renault Energy F1-2014 1.6T V6 | P     |
| 14 | Fernando Alonso   | Scuderia Ferrari              | Ferrari F14 T          | Ferrari 059/3 1.6T V6          | P     |
| 19 | Felipe Massa      | Williams Martini Racing       | Williams FW36          | Mercedes-Benz PU106A 1.6T V6   | P     |
| 20 | Kevin Magnussen   | McLaren Mercedes              | McLaren MP4-29         | Mercedes-Benz PU106A 1.6T V6   | P     |
| 21 | Esteban Gutiérrez | Sauber F1 Team                | Sauber C33             | Ferrari 059/3 1.6T V6          | P     |
| 22 | Jenson Button     | McLaren Mercedes              | McLaren MP4-29         | Mercedes-Benz PU106A 1.6T V6   | P     |
| 25 | Jean-Éric Vergne  | Scuderia Toro Rosso           | Toro Rosso STR9        | Renault Energy F1-2014 1.6T V6 | P     |
| 26 | Daniił Kwiat      | Scuderia Toro Rosso           | Toro Rosso STR9        | Renault Energy F1-2014 1.6T V6 | P     |
| 27 | Nico Hülkenberg   | Sahara Force India F1 Team    | Force India VJM07      | Mercedes-Benz PU106A 1.6T V6   | P     |
| 34 | Daniel Juncadella | Sahara Force India F1 Team    | Force India VJM07      | Mercedes-Benz PU106A 1.6T V6   | P     |
| 38 | Max Verstappen    | Scuderia Toro Rosso           | Toro Rosso STR9        | Renault Energy F1-2014 1.6T V6 | P     |
| 40 | Felipe Nasr       | Williams Martini Racing       | Williams FW36          | Mercedes-Benz PU106A 1.6T V6   | P     |
| 44 | Lewis Hamilton    | Mercedes AMG Petronas F1 Team | Mercedes F1 W05 Hybrid | Mercedes-Benz PU106A 1.6T V6   | P     |
| 77 | Valtteri Bottas   | Williams Martini Racing       | Williams FW36          | Mercedes-Benz PU106A 1.6T V6   | P     |
| 99 | Adrian Sutil      | Sauber F1 Team                | Sauber C33             | Ferrari 059/3 1.6T V6          | P     |
| Nr | Kierowca          | Zespół                        | Samochód               | Silnik                         | Opony |

## Wyniki

### Sesje treningowe
Źródło: Wyprzedź Mnie!
| Sesja | Nr | Kierowca     | Konstruktor | Czas     | Okr. |
| ----- | -- | ------------ | ----------- | -------- | ---- |
| 1     | 6  | Nico Rosberg | Mercedes    | 1:12,764 | 30   |
| 2     | 6  | Nico Rosberg | Mercedes    | 1:12,123 | 36   |
| 3     | 6  | Nico Rosberg | Mercedes    | 1:10,446 | 28   |

### Kwalifikacje
Źródło: Wyprzedź Mnie!
| Poz. | Nr | Kierowca          | Konstruktor          | Q1       | Q2       | Q3       | Poz. s. |
| --- | --- | ----------------- | -------------------- | -------- | -------- | -------- | ------- |
| 1 | 6 | Nico Rosberg      | Mercedes             | 1:10,347 | 1:10,303 | 1:10,023 | 1       |
| 2 | 44 | Lewis Hamilton    | Mercedes             | 1:10,457 | 1:10,712 | 1:10,056 | 2       |
| 3 | 19 | Felipe Massa      | Williams–Mercedes    | 1:10,602 | 1:10,343 | 1:10,247 | 3       |
| 4 | 77 | Valtteri Bottas   | Williams–Mercedes    | 1:10,832 | 1:10,421 | 1:10,305 | 4       |
| 5 | 22 | Jenson Button     | McLaren–Mercedes     | 1:11,097 | 1:11,127 | 1:10,930 | 5       |
| 6 | 1 | Sebastian Vettel  | Red Bull–Renault     | 1:11,880 | 1:11,129 | 1:10,938 | 6       |
| 7 | 20 | Kevin Magnussen   | McLaren–Mercedes     | 1:11,134 | 1:11,211 | 1:10,969 | 7       |
| 8 | 14 | Fernando Alonso   | Ferrari              | 1:11,558 | 1:11,215 | 1:10,977 | 8       |
| 9 | 3 | Daniel Ricciardo  | Red Bull–Renault     | 1:11,593 | 1:11,208 | 1:11,075 | 9       |
| 10 | 7 | Kimi Räikkönen    | Ferrari              | 1:11,193 | 1:11,188 | 1:11,099 | 10      |
| 11 | 21 | Esteban Gutiérrez | Sauber–Ferrari       | 1:11,520 | 1:11,591 | –        | 11      |
| 12 | 27 | Nico Hülkenberg   | Force India–Mercedes | 1:11,848 | 1:11,976 | –        | 12      |
| 13 | 99 | Adrian Sutil      | Sauber–Ferrari       | 1:11,943 | 1:12,099 | –        | PIT     |
| 14 | 26 | Daniił Kwiat      | Toro Rosso–Renault   | 1:11,423 | –        | –        | 18      |
| 15 | 8 | Romain Grosjean   | Lotus–Renault        | 1:12,037 | –        | –        | 14      |
| 16 | 25 | Jean-Éric Vergne  | Toro Rosso–Renault   | 1:12,040 | –        | –        | 15      |
| 17 | 11 | Sergio Pérez      | Force India–Mercedes | 1:12,076 | –        | –        | 16      |
| 18 | 13 | Pastor Maldonado  | Lotus–Renault        | 1:12,233 | –        | –        | 17      |
| Poz. | Nr | Kierowca          | Konstruktor          | Q1       | Q2       | Q3       | Poz. s. |
| \| Legenda \| Legenda \| \| ------------------------ \| ---------------------------------------------------------------------------------------------------------------------------------------------------------------------------------------------------------------------------------------------------------------- \| \| Poz. Nr Q1 Q2 Q3 Poz. s. \| Pozycja zajęta w sesji kwalifikacyjnej Numer startowy kierowcy Wynik uzyskany w pierwszej części kwalifikacji Wynik uzyskany w drugiej części kwalifikacji Wynik uzyskany w trzeciej części kwalifikacji Pozycja startowa po uwzględnięniu kar, przesunięć, itp. \| | |                   |                      |          |          |          |         |
| Legenda | |                   |                      |          |          |          |         |
| Poz. Nr Q1 Q2 Q3 Poz. s. | Pozycja zajęta w sesji kwalifikacyjnej Numer startowy kierowcy Wynik uzyskany w pierwszej części kwalifikacji Wynik uzyskany w drugiej części kwalifikacji Wynik uzyskany w trzeciej części kwalifikacji Pozycja startowa po uwzględnięniu kar, przesunięć, itp. |                   |                      |          |          |          |         |

### Wyścig
Źródło: Wyprzedź Mnie!
| P                 | + / –     | Nr | Kierowca          | Konstruktor          | Okr. | Czas / Strata               | Komentarz |
| ----------------- | --------- | -- | ----------------- | -------------------- | ---- | --------------------------- | --------- |
| 1                 | Bez zmian | 6  | Nico Rosberg      | Mercedes             | 71   | 1h30m02,555                 |           |
| 2                 | Bez zmian | 44 | Lewis Hamilton    | Mercedes             | 71   | +0:01,457                   |           |
| 3                 | Bez zmian | 19 | Felipe Massa      | Williams–Mercedes    | 71   | +0:41,031                   | [ a ]     |
| 4                 | 1         | 22 | Jenson Button     | McLaren–Mercedes     | 71   | +0:48,658                   |           |
| 5                 | 1         | 1  | Sebastian Vettel  | Red Bull–Renault     | 71   | +0:51,420                   |           |
| 6                 | 2         | 14 | Fernando Alonso   | Ferrari              | 71   | +1:01,906                   |           |
| 7                 | 3         | 7  | Kimi Räikkönen    | Ferrari              | 71   | +1:03,730                   |           |
| 8                 | 4         | 27 | Nico Hülkenberg   | Force India–Mercedes | 71   | +1:03,934                   |           |
| 9                 | 2         | 20 | Kevin Magnussen   | McLaren–Mercedes     | 71   | +1:10,085                   |           |
| 10                | 6         | 77 | Valtteri Bottas   | Williams–Mercedes    | 70   | +1 okr                      |           |
| 11                | 6         | 26 | Daniił Kwiat      | Toro Rosso–Renault   | 70   | +1 okr                      |           |
| 12                | 4         | 13 | Pastor Maldonado  | Lotus–Renault        | 70   | +1 okr                      |           |
| 13                | 1         | 25 | Jean-Éric Vergne  | Toro Rosso–Renault   | 70   | +1 okr                      |           |
| 14                | 3         | 21 | Esteban Gutiérrez | Sauber–Ferrari       | 70   | +1 okr                      |           |
| 15                | Bez zmian | 11 | Sergio Pérez      | Force India–Mercedes | 70   | +1 okr                      |           |
| 16                | 2         | 99 | Adrian Sutil      | Sauber–Ferrari       | 70   | +1 okr                      |           |
| 17                | 4         | 8  | Romain Grosjean   | Lotus–Renault        | 63   | +8 okr                      | Silnik    |
| Niesklasyfikowani |           |    |                   |                      |      |                             |           |
|                   |           | 3  | Daniel Ricciardo  | Red Bull–Renault     | 39   | Przednie zawieszenie (lewe) |           |
| P                 | + / –     | Nr | Kierowca          | Konstruktor          | Okr. | Czas / Strata               | Komentarz |

### Najszybsze okrążenie
Źródło: Wyprzedź Mnie!
| Nr | Kierowca       | Konstruktor | Czas     | Okr. |
| -- | -------------- | ----------- | -------- | ---- |
| 44 | Lewis Hamilton | Mercedes    | 1:13,555 | 62   |

### Prowadzenie w wyścigu
Źródło: Racing–Reference.info
| Nr                              | Kierowca        | Okrążenia                | Suma |
| ------------------------------- | --------------- | ------------------------ | ---- |
| 6                               | Nico Rosberg    | 1-8, 14-27, 29-51, 52-71 | 62   |
| 27                              | Nico Hülkenberg | 9-14                     | 5    |
| 44                              | Lewis Hamilton  | 8-9, 27-29, 51-52        | 4    |
| \| Wykres \| \| ------ \| \| \| |                 |                          |      |
| Wykres                          |                 |                          |      |
|                                 |                 |                          |      |

## Klasyfikacja po zakończeniu wyścigu

### Kierowcy
| P                 | +/− | Kierowca          | Starty | Punkty | P1 | P2 | P3 | PP | NO | NS |
| ----------------- | --- | ----------------- | ------ | ------ | -- | -- | -- | -- | -- | -- |
| 1                 | 0   | Lewis Hamilton    | 18     | 334    | 10 | 3  | 2  | 7  | 7  | 3  |
| 2                 | 0   | Nico Rosberg      | 18     | 317    | 5  | 10 | –  | 10 | 5  | 2  |
| 3                 | 0   | Daniel Ricciardo  | 18     | 214    | 3  | –  | 5  | –  | –  | 2  |
| 4                 | +1  | Sebastian Vettel  | 18     | 159    | –  | 1  | 3  | –  | 1  | 3  |
| 5                 | +1  | Fernando Alonso   | 18     | 157    | –  | 1  | 1  | –  | –  | 2  |
| 6                 | −2  | Valtteri Bottas   | 18     | 156    | –  | 2  | 3  | –  | 1  | 1  |
| 7                 | 0   | Jenson Button     | 18     | 106    | –  | –  | 1  | –  | –  | 1  |
| 8                 | 0   | Felipe Massa      | 18     | 98     | –  | –  | 2  | 1  | 1  | 3  |
| 9                 | 0   | Nico Hülkenberg   | 18     | 80     | –  | –  | –  | –  | –  | 2  |
| 10                | 0   | Kevin Magnussen   | 18     | 55     | –  | 1  | –  | –  | –  | 1  |
| 11                | +1  | Kimi Räikkönen    | 18     | 53     | –  | –  | –  | –  | 1  | 1  |
| 12                | −1  | Sergio Pérez      | 17     | 47     | –  | –  | 1  | –  | 1  | 3  |
| 13                | 0   | Jean-Éric Vergne  | 18     | 22     | –  | –  | –  | –  | –  | 5  |
| 14                | 0   | Romain Grosjean   | 18     | 8      | –  | –  | –  | –  | –  | 6  |
| 15                | 0   | Daniił Kwiat      | 18     | 8      | –  | –  | –  | –  | –  | 4  |
| 16                | 0   | Pastor Maldonado  | 17     | 2      | –  | –  | –  | –  | –  | 4  |
| 17                | 0   | Jules Bianchi     | 15     | 2      | –  | –  | –  | –  | –  | 3  |
| 18                | 0   | Adrian Sutil      | 18     | 0      | –  | –  | –  | –  | –  | 7  |
| 19                | 0   | Marcus Ericsson   | 16     | 0      | –  | –  | –  | –  | –  | 5  |
| 20                | 0   | Esteban Gutiérrez | 18     | 0      | –  | –  | –  | –  | –  | 6  |
| 21                | 0   | Max Chilton       | 16     | 0      | –  | –  | –  | –  | –  | 3  |
| 22                | 0   | Kamui Kobayashi   | 14     | 0      | –  | –  | –  | –  | –  | 5  |
| Niesklasyfikowani |     |                   |        |        |    |    |    |    |    |    |
|                   |     | André Lotterer    | 1      | –      | –  | –  | –  | –  | –  | 1  |
| P                 | +/− | Kierowca          | Starty | Punkty | P1 | P2 | P3 | PP | NO | NS |

### Konstruktorzy
| P  | +/− | Konstruktor             | Starty | Punkty | P1 | P2 | P3 | PP | NO | NS |
| -- | --- | ----------------------- | ------ | ------ | -- | -- | -- | -- | -- | -- |
| 1  | 0   | Mercedes                | 36     | 651    | 15 | 13 | 2  | 17 | 12 | 5  |
| 2  | 0   | Red Bull Racing Renault | 36     | 373    | 3  | 1  | 8  | –  | 2  | 5  |
| 3  | 0   | Williams Mercedes       | 36     | 253    | –  | 2  | 5  | 1  | 1  | 4  |
| 4  | 0   | Ferrari                 | 36     | 210    | –  | 1  | 1  | –  | 1  | 3  |
| 5  | 0   | McLaren Mercedes        | 36     | 161    | –  | 1  | 1  | –  | –  | 2  |
| 6  | 0   | Force India Mercedes    | 35     | 127    | –  | –  | 1  | –  | 1  | 5  |
| 7  | 0   | STR Renault             | 36     | 30     | –  | –  | –  | –  | –  | 9  |
| 8  | 0   | Lotus Renault           | 35     | 10     | –  | –  | –  | –  | –  | 10 |
| 9  | 0   | Marussia Ferrari        | 31     | 2      | –  | –  | –  | –  | –  | 6  |
| 10 | 0   | Sauber Ferrari          | 36     | 0      | –  | –  | –  | –  | –  | 13 |
| 11 | 0   | Caterham Renault        | 31     | 0      | –  | –  | –  | –  | –  | 11 |
| P  | +/− | Konstruktor             | Starty | Punkty | P1 | P2 | P3 | PP | NO | NS |